# Bland (cratera)
Bland é uma cratera marciana. Tem como característica 7.1 quilômetros de diâmetro. Deve o seu nome a Bland, uma localidade situada no estado americano Missouri, nos Estados Unidos.